# عباس أباد (فارياب)
عباس أباد (بالفارسية: عباس‌آباد) هي قرية تقع في المقاطعة المركزية لمقاطعة فاراب في إيران. يقدر عدد السكان فيها بـ 34 نسمة.